# Rotatie (natuurkunde)

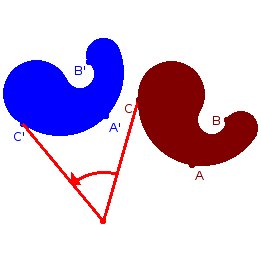
Rotatie om een as buiten het lichaam.
Alle punten beschrijven een cirkel:A-A'; B-B'; C-C'

Rotatie is in de natuurkunde de beweging van een star lichaam waarbij, in een tweedimensionale ruimte, de punten van dat lichaam in een cirkelvormige beweging om één punt van dat lichaam draaien. In een driedimensionale ruimte draaien de punten van dat lichaam, in een cirkelvormige beweging, om een serie punten die in een rechte lijn liggen, oftewel de rotatie-as. De rotatie-as kan ook buiten het lichaam liggen.
Als de rotatie-as door het massamiddelpunt van het lichaam loopt, roteert het lichaam om zichzelf. Dit wordt in het Nederlands ook tollen genoemd. Tollen is geen synoniem voor roteren.

## Enkelvoudige rotatie
Bij een enkelvoudige rotatie van een driedimensionaal lichaam is de eenvoudigste voorstellingswijze deze waarbij men de doorsneden van het lichaam bestudeert in het vlak loodrecht op de rotatie-as. Men krijgt dan één punt in rust en alle andere beschrijven een cirkel, met dit punt als middelpunt.
Het complement van rotatie is translatie, een beweging waarbij de oriëntatie (van het lichaam) behouden blijft.

## Meervoudige rotatie
Meestal wordt onder "rotatie" enkel de vorige bedoeld. Maar een lichaam in een driedimensionale beweging, waarbij één punt in rust blijft, is in rotatie om een punt. Er kan aangetoond worden dat deze rotatie kan beschouwd worden als een samenstelling van rotaties om meerdere assen. De complexiteit is echter veel groter. Dit wordt behandeld in de bijdrage in Wikibooks met link onderaan dit artikel.

## Algemene beweging
Een algemene beweging kan beschouwd worden als een samenstelling van een rotatie en een translatie, in dit geval vallen natuurlijk de voorwaarden: punt(en) in rust weg. Die punten nemen deel aan de translatie. De beweging van het lichaam is dan echter geen echte rotatie. Voor de berekeningen spreekt men echter wel over "rotatie" en men "vergeet" voorlopig de translatie. Indien men iets van de werkelijke beweging nodig heeft, telt men er nadien de translatie bij.

## Aspecten van rotatie
- Om een voorwerp in een draaibeweging te krijgen is een moment nodig.
- Op punten van een draaiend voorwerp moet een middelpuntzoekende kracht werken om te voorkomen dat ze rechtuit gaan bewegen.
- Een draaiend voorwerp heeft een impulsmoment. Daarvoor geldt de wet van behoud van impulsmoment.
- Waarnemers in een draaiend stelsel nemen krachten waar, zoals de middelpuntvliedende kracht en de kracht ten gevolge van het corioliseffect, die niet waarneembaar zijn voor waarnemers in een inertiaalstelsel: een stelsel dat niet versnelt. Denk hierbij aan de luchtbewegingen op het aardoppervlak. Het aardoppervlak wordt dan als in rust beschouwd en de luchtmassa's ondervinden een schijnkracht die corioliskracht wordt genoemd.
- Fysieke voorwerpen zoals een tol voeren naast de rotatie ook nog andere bewegingen uit: de nutatie en de precessiebeweging.
- "Spin" van elementaire deeltjes is een eigenschap van fermionen en bosonen die behandeld wordt in de deeltjesfysica. Spin is niet hetzelfde als rotatie van een elementair deeltje, zoals oorspronkelijk verondersteld en kan niet met klassieke mechanica worden beschreven.
- Het intrinsiek magnetisch moment van een geladen deeltje is een functie van de spin van het deeltje. Dit is ook niet als een eenvoudige rotatie op te vatten.
- Spin (bal), het draaien van een bal of een cilinder in lucht of water en het "effect" van bijvoorbeeld een tennisbal met topspin is onderdeel van de aerodynamica, zie ook Magnuseffect.

## Voorbeeld

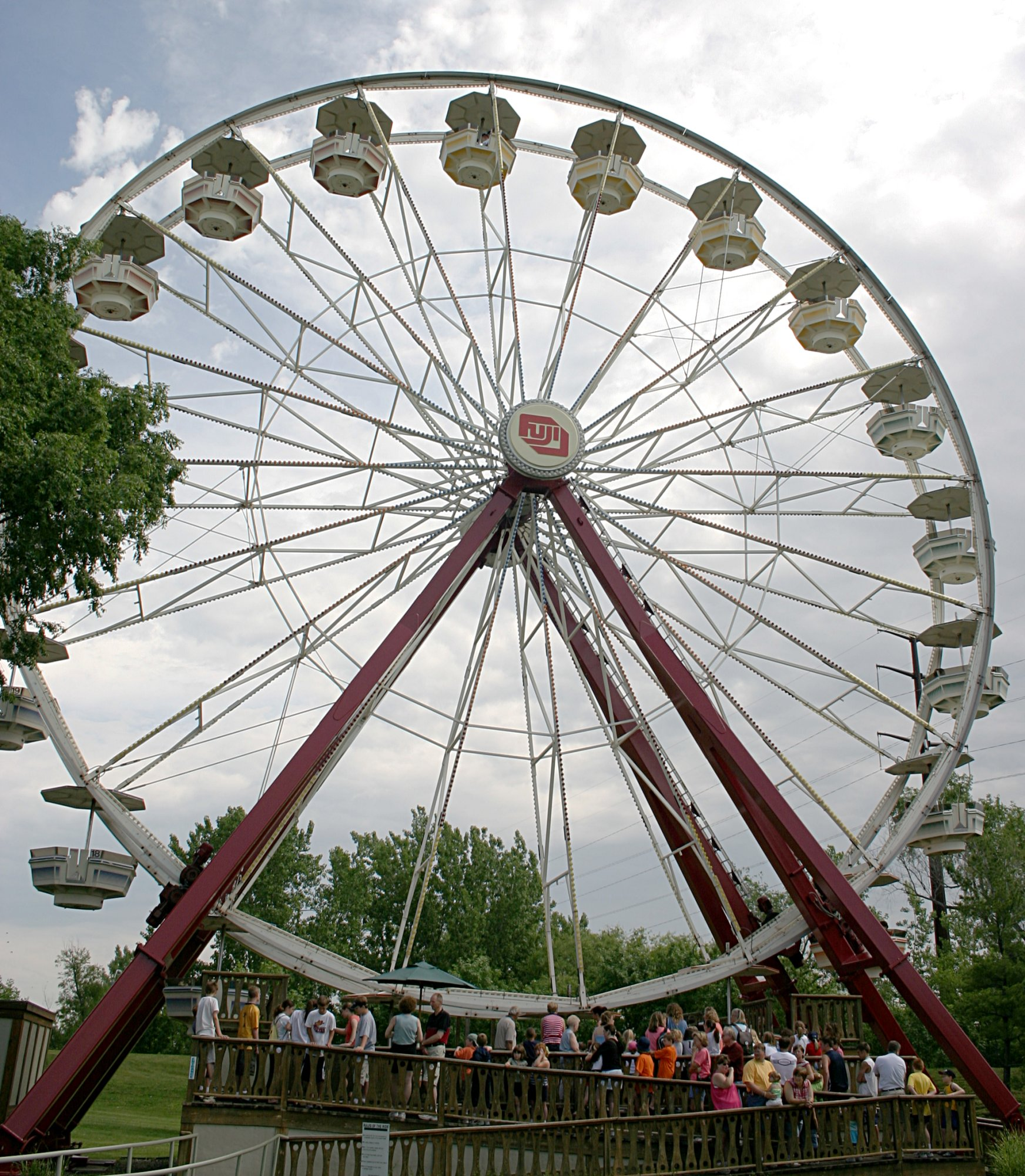
Reuzenrad in Iowa (VS)

Bij een translatie maken alle punten van het voorwerp dezelfde beweging in dezelfde richting. In sommige situaties kan het wat lastig zijn exact de rotatie en translatie van een voorwerp te herkennen en te beschrijven. Bijvoorbeeld bij de cabines die hangen aan een reuzenrad. Hierbij draait het rad met cabines als geheel om de as van het reuzenrad. De cabines kunnen echter om hun ophanging roteren en houden altijd dezelfde verticale stand in de ruimte. Men kan nauwkeurig de systeemgrenzen van een cabine bepalen en de nu als 'systeem' gedefinieerde cabine, het te analyseren onderdeel, beschrijven. In het gegeven voorbeeld maken de cabines slechts een translerende beweging.

## Rotatie is niet relatief
Een beweging langs een rechte lijn is relatief. Dat betekent dat men bijvoorbeeld altijd moet zeggen: deze auto beweegt met 80 km/u ten opzichte van de weg. Ook de weg staat namelijk niet stil en beweegt waarschijnlijk met flinke snelheid door het heelal. We kunnen niet één punt aanwijzen waarvan vast staat ... dat het vast staat. Een lineaire beweging van een voorwerp A ten opzichte van een voorwerp B kan ook worden gezien als een beweging van voorwerp B ten opzichte van het voorwerp A.
Maar rotatie is een vorm van beweging die wél absoluut kan worden bepaald. Omdat voor rotatie een kracht nodig is, is altijd vast te stellen welk deel van een systeem roteert en welk deel niet. In de relativiteitstheorie wordt gezegd: de mechanische regels veranderen niet als we in het ene of andere eenparig bewegende systeem zitten, maar wel wanneer we van een stilstaand in een draaiend systeem overstappen. We kunnen dus met zekerheid vaststellen of de cd in een cd-speler ronddraait, of dat de cd-speler rond de cd draait. Het Sagnac-effect is een methode om absolute rotatie te bepalen.
In de mechanica is er een groot verschil in complexiteit tussen de formules voor een voorwerp dat roteert rond één as of rond meer assen. Beide gevallen worden behandeld in de bijdrage in Wikibooks met link hieronder.